# 関真奈美
関 真奈美（せき まなみ、1979年1月4日 - ）は、埼玉県出身の女優。東映児童に所属していた。

## 出演

### テレビ番組
- 不思議少女ナイルなトトメス（1991年） - 中島マナミ 役
- 有言実行三姉妹シュシュトリアン 第9話（1993年） - ミチル 役